# メテオラ (アルバム)
『メテオラ』（Meteora）は、リンキン・パークの2枚目のアルバム。2003年3月25日に、ワーナー・ブラザース・レコードよりリリースされた。

## 概要
- アメリカとイギリスのアルバム・チャートで1位を獲得。日本では、オリコンアルバムチャートで最高6位。
- 現在までに2,700万枚以上のセールスを記録している[1]。
- 楽曲のレコーディングに、Pro Toolsを使用した。
- タイトルは、ギリシャの世界遺産、メテオラに因んでいる。これはブラッド・デルソン曰く、「ヨーロッパをツアーしてた時だよ。バスの中に運転手が旅行誌を置いてたんだけど、その雑誌がメテオラって場所を特集してたんだ。で、その並み外れた場所の写真を見て……僕達は、その写真が視覚的に訴えるものを音にしてみようってインスパイアされたんだよ」とのこと。さらに、「アルバムのメインになるようなものさえ書いてない時だったから、デモを作るときに僕達がヴィジュアル的に見たものがマジで影響したんだ。メテオラってギリシャにある修道院のひとつなんだけど、ものすごい岩壁の上に建ってる……ホント信じられない場所なんだ。タイトルと音楽が言葉どおり関連してるわけじゃないけど、メタファーにはなり得る……あの雄大で、時代を超越したものがまさに僕達のアルバムにも通じてるんだ」「まだあの場所の写真を見てない奴らもいたんだ。ただ名前を聞いただけ。でもみんな、その名前が持つエネルギーに惹かれたんだよ」と語っている[2]。
- プロデューサーは、前作に引き続き、ドン・ギルモアが務めた。
- 2023年4月7日には、アルバム発売20周年を記念して、未発表曲やデモ音源、Bサイド曲、ライブ映像、メイキング映像などを収録した『メテオラ：20周年記念盤』が発売された。また、メテオラ制作時にレコーディングされミックス・ダウンまで終えていたにもかかわらず、これまで未発表となっていた「Lost」のミュージック・ビデオがYouTubeで公開された[3]。

## 収録曲
| 全作詞・作曲: リンキン・パーク。 |                        |                  |                  |                                        |      |
| #                                | タイトル               | 作詞             | 作曲・編曲       | ストリングスアレンジ                   | 時間 |
| 1.                               | 「Foreword」           | リンキン・パーク | リンキン・パーク |                                        | 0:13 |
| 2.                               | 「Don't Stay」         | リンキン・パーク | リンキン・パーク |                                        | 3:07 |
| 3.                               | 「Somewhere I Belong」 | リンキン・パーク | リンキン・パーク |                                        | 3:33 |
| 4.                               | 「Lying From You」     | リンキン・パーク | リンキン・パーク |                                        | 2:55 |
| 5.                               | 「Hit The Floor」      | リンキン・パーク | リンキン・パーク |                                        | 2:44 |
| 6.                               | 「Easier To Run」      | リンキン・パーク | リンキン・パーク |                                        | 3:24 |
| 7.                               | 「Faint」              | リンキン・パーク | リンキン・パーク | デヴィッド・キャンベル、マイク・シノダ | 2:42 |
| 8.                               | 「Figure.09」          | リンキン・パーク | リンキン・パーク |                                        | 3:17 |
| 9.                               | 「Breaking The Habit」 | リンキン・パーク | リンキン・パーク | デヴィッド・キャンベル、マイク・シノダ | 3:16 |
| 10.                              | 「From The Inside」    | リンキン・パーク | リンキン・パーク |                                        | 2:53 |
| 11.                              | 「Nobody's Listening」 | リンキン・パーク | リンキン・パーク |                                        | 2:57 |
| 12.                              | 「Session」            | リンキン・パーク | リンキン・パーク |                                        | 2:23 |
| 13.                              | 「Numb」               | リンキン・パーク | リンキン・パーク |                                        | 3:05 |
| 合計時間:                        | 合計時間:              | 合計時間:        | 36:29            |                                        |      |

### 解説
1. Foreword
序曲に当るインストゥルメンタル。
2. Don't Stay
3. Somewhere I Belong
アルバムからの1stシングルで、2003年3月17日にリリース。全米最高32位、イギリス最高10位、オーストラリア最高13位、ニュージーランド最高1位。
ミュージックビデオは2003 MTV Video Music AwardsのBest Rock Videoを受賞。監督はジョー・ハーン。
4. Lying From You
アルバムからの5thシングルで、2004年4月にリリース。全米最高58位（ビルボード Modern Rock Tracksでは最高1位）。
5. Hit The Floor
6. Easier To Run
7. Faint
アルバムからの2ndシングルで、2003年6月9日にリリース。全米最高48位、イギリス最高15位、オーストラリア最高25位。
8. Figure.09
9. Breaking The Habit
アルバムからの6thシングルで、2004年6月14日にリリース。全米最高20位、イギリス最高39位、オーストラリア最高23位、ドイツ最高25位。約6年かけて作られた。
ミュージックビデオはフルアニメーション作品で、日本のアニメーション製作会社GONZOが製作。2004 MTV Video Music AwardsのViewer's Choice Awardを受賞。監督はジョー・ハーン、中澤一登。
10. From The Inside
アルバムからの4thシングルで、2004年1月12日にリリース。オーストラリア最高37位。
ミュージックビデオはチェコのプラハで撮影された。監督はジョー・ハーン。
11. Nobody's Listening
12. Session
映画『マトリックス・リローデッド』で使用された。
2003年のグラミー賞ベスト・ロック・インストラメンタル・パフォーマンス部門にノミネートされた。
13. Numb
アルバムからの3rdシングルで、2003年9月8日にリリース。このアルバムからシングルカットされた楽曲の中で、もっともヒットした。全米最高11位、イギリス最高14位、オーストラリア最高10位。ジェイ・Zとのマッシュアップ曲"Numb / Encore"は映画『マイアミ・バイス』の主題歌に使用された。なお、元プロ野球選手の新庄剛志の日本ハム時代の入場曲でもあった。
ミュージックビデオの室内の演奏場面はロサンゼルスの教会で撮影され、その他の野外のシーンはチェコで撮影。監督はジョー・ハーン。

## 参加ミュージシャン
リンキン・パーク
- チェスター・ベニントン：Vocal
- マイク・シノダ：Vocal、MC、Sampler
- ブラッド・デルソン：Guitar、Backing Vocal
- ロブ・ボードン：Drums、Backing Vocal
- デイヴ・ファーレル：Bass、Backing Vocal
- ジョー・ハーン：Sampler、Backing Vocal